# Amund Grøndahl Jansen
Amund Grøndahl Jansen (ur. 11 lutego 1994 w Nes) – norweski kolarz szosowy.

## Osiągnięcia
Opracowano na podstawie:

2011
- 1. miejsce na 4. etapie Niedersachsen-Rundfahrt

2012
- 2. miejsce w mistrzostwach Norwegii juniorów (jazda indywidualna na czas)

2014
- 1. miejsce w klasyfikacji górskiej Tour of Norway

2016
- 1. miejsce w ZLM Tour
  - 1. miejsce na 1. etapie (jazda drużynowa na czas)
- 1. miejsce w Tour de Gironde
  - 1. miejsce w klasyfikacji młodzieżowej
  - 1. miejsce w klasyfikacji górskiej
  - 1. miejsce na 2. etapie
- 1. miejsce w mistrzostwach Norwegii U23 (start wspólny)
- 1. miejsce na 2. etapie Tour de l’Avenir

2017
- 2. miejsce w Druivenkoers Overijse

2018
- 2. miejsce w Gooikse Pijl

2019
- 2. miejsce w Quatre Jours de Dunkerque
- 1. miejsce w Hammer Stavanger (drużynowo)
  - 1. miejsce na 1. etapie (drużynowo)
- 2. miejsce w Ster ZLM Toer
  - 1. miejsce na 3. etapie
- 1. miejsce w mistrzostwach Norwegii (start wspólny)
- 1. miejsce na 2. etapie Tour de France (jazda drużynowa na czas)

## Rankingi
| Rok             | 2016 | 2017 | 2018 | 2019 | 2020  | 2021 | 2022 | 2023 | 2024  |
| --------------- | ---- | ---- | ---- | ---- | ----- | ---- | ---- | ---- | ----- |
| UCI World Tour  | -    | 366. | 171. |      |       |      |      |      |       |
| World Ranking   | 234. | 189. | 285. | 83.  | 1287. | 985. | -    | -    | 2517. |
| UCI Europe Tour | 155. | 74.  | 316. | 69.  | 985.  | 735. | -    | -    | -     |
| UCI Asia Tour   | 95.  | -    | 399. |      |       |      |      |      |       |
|                 |      |      |      |      |       |      |      |      |       |
| Źródło: UCI     |      |      |      |      |       |      |      |      |       |